# Rutilus
Rutilus (lat. rötlich, bezugnehmend auf die Färbung) ist eine Gattung aus der Familie der Karpfenfische. Ihr Verbreitungsgebiet erstreckt sich über Europa, West- und Nordasien. Es handelt sich um Fische mit einem gestreckten, seitlich deutlich zusammengedrückten Körper dessen Höhe mit fortschreitendem Alter zunimmt. Das kleine Maul ist end- oder unterständig und trägt keine Barteln.
Die Seitenlinie ist vollständig und bauchwärts durchgebogen. Mittelgroße bis große Schuppen bedecken den Körper.
Die Gattung unterscheidet sich von der nahe verwandten und sehr ähnlich erscheinenden Gattung Scardinius durch die direkt über den Bauchflossen beginnende Rückenflosse und den zwischen Bauchflossen und Afterflosse gerundeten, ungekielten Bauch.
Obwohl es sich hauptsächlich um Süßwasserfische handelt, können einige Arten auch im Brackwasser leben. Diese Populationen ziehen zur Laichzeit stromaufwärts.

## Systematik
- Gattung Rutilus Rafinesque, 1820
  - Rutilus albus Mari, 2010
  - Dalmatinischer Zwergdöbel (Rutilus aula) (Bonaparte, 1841)
  - Rutilus basak (Heckel, 1843)
  - Rutilus caspicus (Yakovlev, 1870)
  - Schwarzmeerplötze (Rutilus frisii) (Nordmann, 1840)
  - Rutilus heckelii (Nordmann, 1840)
  - Rutilus kutum (Kamensky, 1901)
  - Perlfisch (Rutilus meidingerii) (Heckel, 1851)
  - Rutilus panosi Bogutskaya & Iliadou, 2006
  - Frauennerfling (Rutilus pigus) (Lacepède, 1803)
  - Rotauge oder Plötze (Rutilus rutilus) (Linnaeus, 1758)
  - Rutilus stoumboudae Bianco & Ketmaier, 2014
  - Rutilus virgo (Heckel, 1852)
  - Rutilus ylikiensis Economidis, 1991